# Jacob Gleerup
Jacob Deichmann Gleerup, född 15 april 1834 i Lund, död där 5 juni 1914, var en svensk bokhandlare och förläggare. Han var son till C.W.K. Gleerup.
Jacob Gleerup var 1844–1847 elev vid Sorø Akademi och utbildades därefter i faderns boklåda i Lund samt hos faderns elev bokhandlaren P M Sahlström i Linköping. 1861 blev han delägare i och ledare för Gleerupska sortimentsbokhandeln och var 1869–1875 ensam innehavare av familjebokhandeln och 1871–1913 chef för Gleerups bokförlag vilket 1897 ombildades till AB C. W. K. Gleerup med Jacob Gleerup som VD. Han var djärvare än fadern och åtog sig flera stora projekt, bland annat utgivandet av Svenska Akademiens ordbok, och under hans ledarskap växte förlagsverksamheten betydligt. Jacob Gleerup hade flera betydelsefulla förtroendeuppdrag i Lund och var en tid stadsfullmäktig, medlem av kyrkorådet och arkivarie vid Lunds stifts bibelsällskap.